# Eringsboda distrikt
Eringsboda distrikt är ett distrikt i Ronneby kommun och Blekinge län. 
Distriktet ligger nordost om Ronneby. 

## Tidigare administrativ tillhörighet
Distriktet inrättades 2016 och utgörs av en del av det område som utgjorde Ronneby stad före 1971 vari Eringsboda socken uppgick 1967.
Området motsvarar den omfattning Eringsboda församling hade vid årsskiftet 1999/2000.